# Strychnine.213
Strychnine.213 (рус. Стрихнин 213) — шестой полноформатный студийный альбом бельгийской дэтграйнд-группы Aborted, издан в 2008 году. На Strychnine.213 продолжились эксперименты группы с мелодичностью, но также наблюдается больший уход в дэткор, что почти сразу становится заметно, хотя группа всё также оригинально сочетает элементы выбранных стилей. Основную часть музыки, как и на предыдущем релизе, написал Себастиан Туви, а текстами, как всегда занимался фронтмен Свенчо.
Strychnine.213 Записывался и сводился на новом месте, под руководством Эрикa Рэйчелa. Продюсировал альбом Гэйл Либлинг, а визуальным оформлением занимался Колин Маркс (Rain Song).
Составляющие альбома изменились с приходом новых участников, коих явилось двое на этом релизе, ими стали — ударник Дэн Вильдинг, стиль игры которого очень понравился Свену, и новый басист-левша Свен Янссенс, в то время как действующий басист Питер Гоэмаер переключился на гитару, заменив ушедшего Матти Дюпонта. Появились даже прогрессивные элементы, наряду с более продолжительными соло в некоторых песнях, основные вокальные партии, как и ранее были за Свеном, за бэк-вокал на этот раз отвечал лид-гитарист Себастиан. Семплы также имели место и в этом альбоме, а именно на песне «A Murmur in Decrepit Wits», на котором прозвучали фрагменты из интервью с Чарльзом Мэнсоном. Тем не менее, несмотря на инновации, альбом был принят не так хорошо, как предшественники, отчасти из-за слегка сыроватого звучания и, по мнению некоторых, не надлежаще записанного вокала, но благодаря хорошему промоушену альбом неплохо продавался и со временем был принят большинством недовольных изначально.
Этот альбом является вторым на лейбле Century Media и издавался в нескольких версиях, как и предшественники. Разница лишь в оформлении и наполнении бонусного мерчандайза. Так версия, шедшая по предзаказу имела в себе постер, футболку и стикер, а диск шёл в специальном боксе и всё это было упаковано в сумку для доказательств. Просто специальная версия содержала в себе бонус — кавер на песню Pantera «Slaughtered», исполненную скорее в жанре металкор/дэткор, чем брутальный дэт-метал. Обычная же версия состояла из десяти песен общей продолжительностью чуть более 37 минут.

## Список композиций
| №   | Название                                   | Длительность |
| --- | ------------------------------------------ | ------------ |
| 1.  | «Carrion»                                  | 1:46         |
| 2.  | «Ophiolatry On A Hemocite Platter»         | 4:52         |
| 3.  | «I35»                                      | 3:45         |
| 4.  | «Pestiferous Subterfuge»                   | 4:24         |
| 5.  | «The Chyme Congeries»                      | 3:46         |
| 6.  | «A Murmur In Decrepit Wits»                | 4:43         |
| 7.  | «Enterrement Of An Idol»                   | 3:24         |
| 8.  | «Hereditary Bane»                          | 2:49         |
| 9.  | «Avarice Of Vilification»                  | 3:35         |
| 10. | «The Obfuscate»                            | 4:09         |
| 11. | «Slaughtered» (Pantera cover - бонус-трек) | 3:55         |

## Участники записи
- Свен Свенчо де Калюве — вокал
- Себастиан Себ Пюрулатор Туви — лидер-гитара, бэк-вокал
- Питер Гоэмаер — гитара
- Свен Свенчи Янссенс — бас, семплы
- Даниэль Вильдинг — ударные